# Гроші (Біхор)
Гроші (рум. Groși) — село у повіті Біхор в Румунії. Входить до складу комуни Аушеу.
Село розташоване на відстані 403 км на північний захід від Бухареста, 42 км на схід від Ораді, 90 км на захід від Клуж-Напоки.

## Населення
За даними перепису населення 2002 року у селі проживали 967 осіб.
Національний склад населення села:
| Національність | Кількість осіб | Відсоток |
| -------------- | -------------- | -------- |
| румуни         | 905            | 93,6%    |
| словаки        | 33             | 3,4%     |
| цигани         | 26             | 2,7%     |

Рідною мовою назвали:
| Мова      | Кількість осіб | Відсоток |
| --------- | -------------- | -------- |
| румунська | 932            | 96,4%    |
| словацька | 33             | 3,4%     |